# كارل ويمر
كارل ويمر (بالإنجليزية: Carl Wimmer)‏ هو سياسي أمريكي، ولد في 30 يونيو 1975 في سولت ليك في الولايات المتحدة. حزبياً، نشط في الحزب الجمهوري. وقد انتخب عضو مجلس نواب ولاية يوتا.